# Schertlinhaus
Das Schertlinhaus war ein Landerziehungsheim für Mädchen (1895–1939), eine Landfrauenschule (1939–1945) und ein Flüchtlingslager (1946) in Burtenbach im Landkreis Günzburg. Seit 1947 ist es ein Alten- und Pflegeheim.

## Geschichte

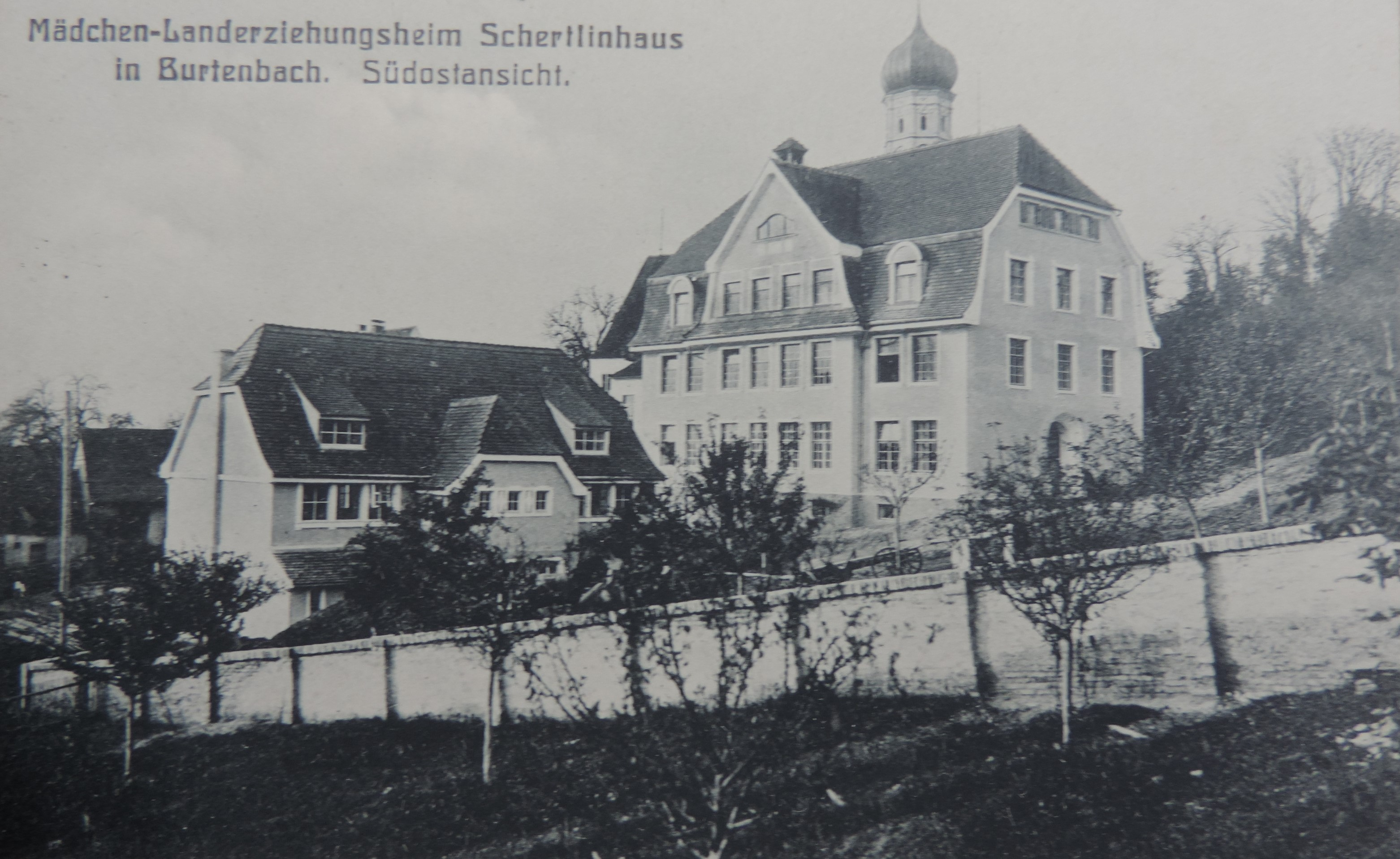
Südostansicht des Mädchenlanderziehungsheims (um 1900)

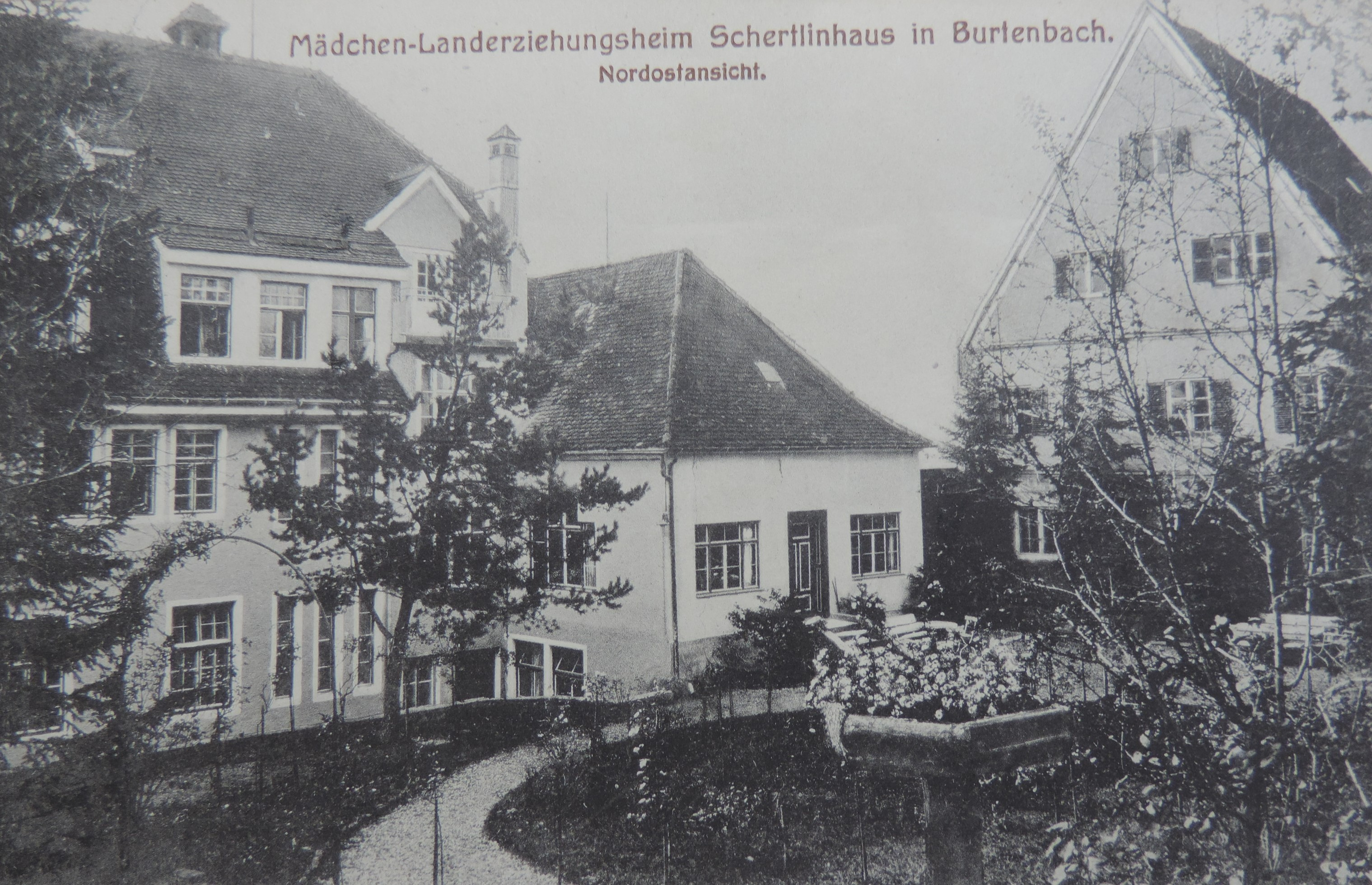
Nordostansicht des Mädchenlanderziehungsheims (um 1900)

1895 gründeten Pfarrer Ernst Zech und seine Frau Louise (geb. Mehl) in Burtenbach (heute im schwäbischen Landkreis Günzburg) eine Schule mit Heim für Mädchen aus evangelischen Kreisen. Für diesem Zweck erwarb das Ehepaar vom damaligen Schloss- und Majoratsherrn Rudolf von Stetten die einstige Amtsvogtei der adeligen Familie von Scherte, Abkömmlinge des Feldhauptmanns Sebastian Schertlin von Burtenbach. Der Erfolg der Schule war enorm, so dass sie laufend erweitert werden musste. Eine große Parkanlage mit Promenade, Tennis- und Sportplatz, Beeren-, Obst- sowie Gemüsegarten gehörten zum Areal, ebenso ein kleines Schwimmbad an der Mindel.
Mit Ministerialem Erlass vom 3. April 1924 wurde die Ausbildungsstätte in ein Lyzeum umgewandelt. Eine Haushaltungs- und Gartenbauschule schloss sich an die 6. Klasse des Lyzeums an.
Der Unterricht gliederte sich in folgende Fächer und Lehrkräfte:
- Religion; ein Theologe
- Deutsch, Geschichte, Erdkunde, IV. bis VI. Klasse; ein Germanist
- Englisch und Französisch; eine Neuphilologin und eine seminaristische Sprachlehrerin
- Mathematik, Physik, Chemie; IV. bis VI. Klasse; eine Hauptlehrerin
- Deutsch, Rechnen, Naturkunde, Erdkunde, Geschichte, I. bis III. Klasse; drei Hauptlehrerinnen
- Handarbeiten und Turnen; eine Hauptlehrerin
- Zeichnen und Malen; eine geprüfte Fachlehrerin
- Musik: Klavier, Chorgesang; zwei geprüfte Fachlehrerinnen
- Stenographie; eine geprüfte Fachlehrerin
- Schulküche; eine gepr. Fachlehrerin.[1]

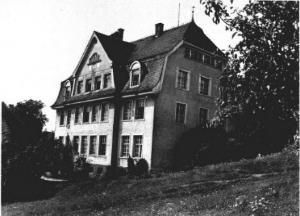
Reifensteiner Schule Schertlinhaus 1944

Großen Wert wurde auf die Erziehung außerhalb des Schulbetriebs gelegt. Mitte der 1930er Jahre versuchte der damalige Schulleiter und Sohn des Schulgründers, Markus Zech, das Mädchen-Landerziehungsheim im Schertlinhaus in eine NS-Mädchen-Schule umzuwandeln. 
Die politisch Verantwortlichen bevorzugten jedoch einen anderen Schultyp. Am 1. Mai 1939 übernahm der Reifensteiner Verband, gegründet von Ida von Kortzfleisch, das Schertlinhaus und eröffnete eine zweiklassige Landfrauenschule, die 1940 die Anerkennung als gärtnerischer Lehrbetrieb erhielt. 50 bis 60 Maiden konnten Aufnahme finden:

„Entsprechend nationalsozialistischer Vorgaben wurden die Maiden eng in die Dorfgemeinschaft eingegliedert und waren bei Bauern zu Heu- und Kartoffelernten eingesetzt. Französische Kriegsgefangene wurden von der Landesbauernschaft zur Mitarbeit zugewiesen. Dennoch blieb diese Einrichtung eine Gründung unter Kriegsbedingungen, die nie die üblichen Anfangschwierigkeiten überwinden und annähernd 'normale' Ausbildungsbedingungen erreichen konnte.“

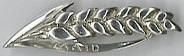
Abzeichen der Reifensteiner Schule im Schertlinhaus

Der Schulbetrieb wurde mit dem Ende der Zeit des Nationalsozialismus eingestellt. 1946 kamen 600 Heimatvertriebene aus Liberec und Umgebung nach Burtenbach. Der größte Teil der Flüchtlinge wurde im Schertlinhaus untergebracht. Bald darauf erwarb die Innere Mission das Haus und errichtete ein Alten- und Pflegeheim. 1976 wurde das alte Haupthaus abgerissen und durch einen Neubau ersetzt.  Heute befindet sich auf dem weitläufigen Areal des einstigen Schertlinhauses das Diakoniezentrum Schertlinhaus – Burtenbach.